# 에포카

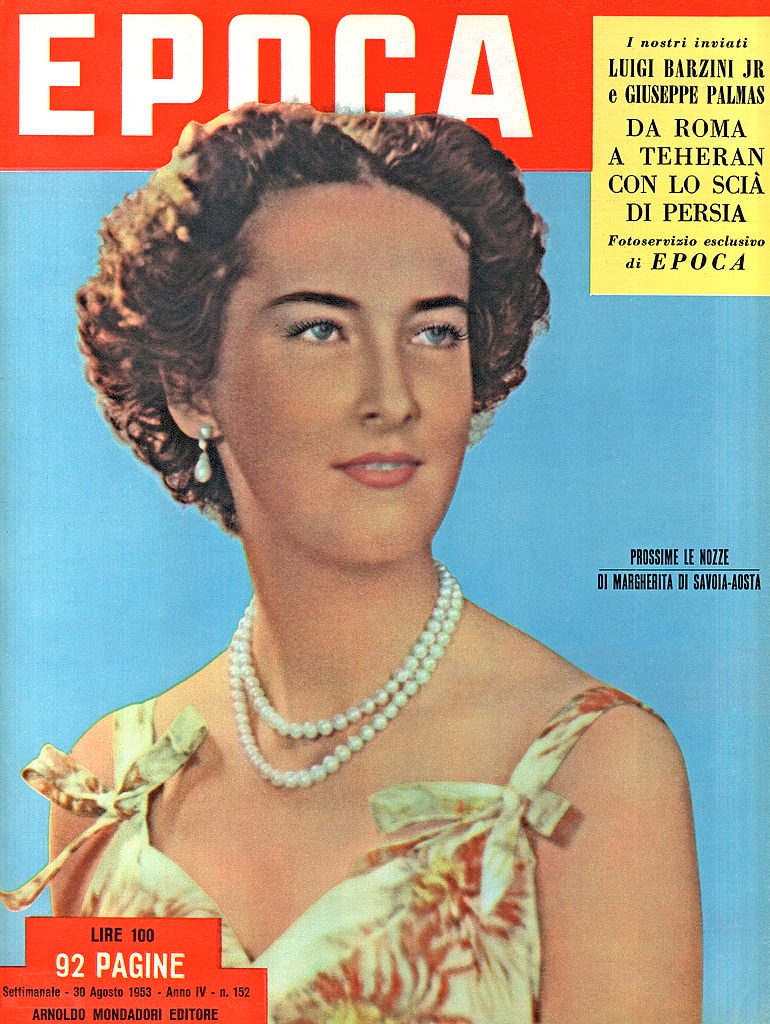
마르게리타 폰 외스터라이히에스테 대공비를 커버로 한 1953년 표지

에포카(이탈리아어: Epoca)는 1950년부터 1997년까지 이탈리아 밀라노에서 발행된 주간 시사 잡지이다. 그것은 발행 당시 주요 잡지 중 하나였다.